# Crucea mare de piatră din Turda
Crucea mare de piatră, care acum este situată pe parcela nordică de lângă Biserica romano-catolică din Turda, situată în centrul orașului, a fost ridicată spre sfârșitul secolului al XIX-lea, pe locul unde s-au reînhumat osemintele tuturor morților dezgropați din cimitirul vechi medieval, care era amplasat lângă zidul bisericii.
Pe multe imagini vechi crucea apare pe poziția ei inițială (la sud de biserica romano-catolică), de unde în anii 1970 a fost mutată pe actualul amplasament.